# کلنجین (آوج)
کلنجین روستایی در ایران است که در دهستان خرقان شرقی واقع شده‌است. کلنجین ۹۷۹ نفر جمعیت دارد.